# مرغوزعلی
مرغوزعلی (به ترکی آذربایجانی: Murğuzallı) یک منطقهٔ مسکونی در جمهوری آذربایجان است که در شهرستان ایمیشلی واقع شده‌است. مرغوزعلی ۶۱۱ نفر جمعیت دارد.